# Krwawy orzeł

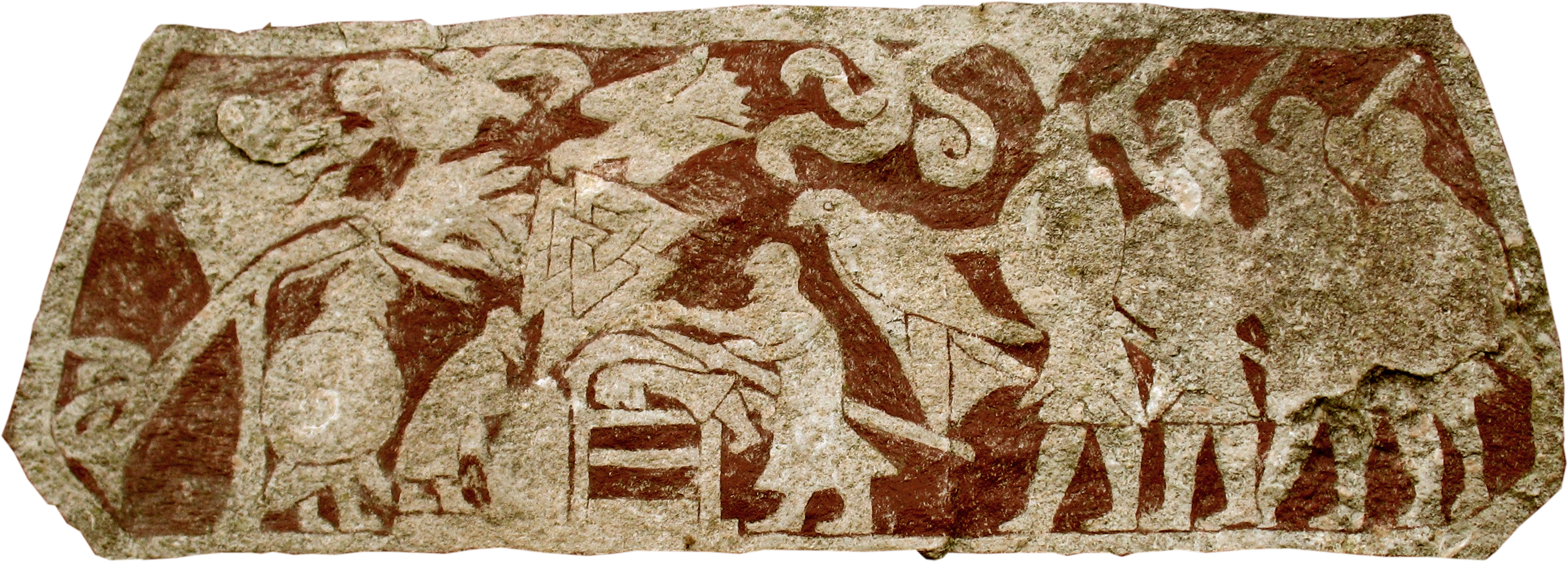
Scena z gotlandzkiego kamienia Stora Hammars mająca przedstawiać rytuał krwawego orła

Krwawy orzeł (nord. blóðörn,  ang. blood eagle) – rodzaj tortury i kary śmierci wspomniany w nordyckich sagach i legendach. Polegał on na tym, że związaną ofiarę kładziono twarzą do dołu, a na jej plecach wycinano orła. Następnie toporkiem odcinano żebra od kręgosłupa i rozciągano je na boki, tak by tworzyły „skrzydła”. Rany posypywano solą, po czym wyjmowano płuca i rozkładano na „skrzydłach”. Według nordyckich poematów i sag ofiarami krwawego orła mieli być: Ella z Nortumbrii, Halfdan, syn norweskiego króla Haralda Pięknowłosego, irlandzki król Maelgualai i prawdopodobnie arcybiskup Canterbury, Alphege.
Historyczność tej praktyki jest jednak dyskusyjna. Część badaczy uważa, że jest ona dowodem na okrucieństwa, jakich dopuszczali się poganie wrogo nastawieni do chrześcijaństwa. Inni sądzą, że jest to fikcja, wymyślona na potrzeby literackie, bądź jest ona wynikiem błędnego tłumaczenia kronik i sag.

## Odniesienie w tekstach
Nordyckie źródła zawierają liczne opisy praktyk krwawego orła. Najpełniej zostały one przedstawione w Sadze o Orkadach oraz w Opowieści o synach Ragnara. Pierwsza z nich zawiera dwie strofy, które opisują jak wikiński wódz Torf-Einar wykonał krwawego orła na Halfdanie Długonogim w zemście za śmierć ojca. Z kolei druga mówi o tym, jak Ivar Ragnarsson zabił króla Ella z Nortumbrii. Opowiada o tym również Kronika anglosaska z 867 roku.

## Autentyczność
Przez długi czas krwawy orzeł uznawany był za autentyczny przykład okrucieństwa wikingów, do momentu gdy część historyków i badaczy zaczęła powątpiewać w jego historyczność. Archeologicznym dowodem świadczącym o jego autentyczności ma być jedna ze scen wyrytych na kamieniu Stora Hammars z Gotlandii oraz wzmianki w nordyckiej literaturze. Pojawiły się jednak sugestie, że krwawy orzeł nigdy nie był praktykowany, a jego opisy opierają się na folklorze lub niedokładnych tłumaczeniach. W 1984 roku badaczka z Uniwersytetu Yale, Roberta Frank, opublikowała w magazynie „English Historical Review” artykuł, w którym podała w wątpliwość jego autentyczność. Zauważyła bowiem, że im później spisywano relacje, tym bardziej stawały się one okrutne. Z kolei najwcześniejsze wzmianki zawarte w kronikach mówiły tylko o wycinaniu na plecach rysunku orła. Podobnie uważa angielski historyk Ronald Hutton, który sugeruje, że krwawy orzeł jest jedynie chrześcijańskim mitem, wynikającym z błędnej interpretacji starych poematów. W dawnych skandynawskich tekstach używano bowiem innej składni, co najpewniej doprowadziło do niewłaściwej interpretacji tekstów, które były później przez wieki powielane i upiększane. Ponadto ludzie, którzy mieli być ofiarami krwawego orła, prawdopodobnie zginęli w inny sposób, gdyż np. XII-wieczna kronika Cogadh Gaedhel re Gallaibh podaje, że irlandzki król Maelgualai został zabity, gdy „jego plecy zostały złamane na kamieniu”. Nie ma natomiast żadnej wzmianki o krwawym orle. Nie odnaleziono również żadnych szkieletów, które nosiłyby ślady tego rodzaju śmierci.

## Krwawy orzeł w kulturze
Ten sposób egzekucji został wspomniany w powieści Sea-Kings in England angielskiego romantyka Edwin Atherstone'a. Już we wstępie czytelnik dowiaduje się, że król Ella zginął śmiercią jeszcze bardziej okrutną niż Ragnar Lodbrog. Szczegóły tortury zostają podane później.
Jednym z seriali, gdzie można obejrzeć wykonanie tej kary, jest serial Wikingowie. Krwawy orzeł został także wspomniany w dwudziestym pierwszym odcinku czwartego sezonu serialu telewizyjnego Kości oraz w piątym odcinku pierwszego sezonu serialu Hannibal. Rytuał krwawego orła jest również niezwykle istotnym wątkiem powieści Craiga Russella Krwawy orzeł.
„Blood Eagle” jest piosenką pojawiającą się na albumie Deceiver of the Gods zespołu Amon Amarth, w której podmiot liryczny dokonuje egzekucji na swoim wrogu. Również amerykański zespół thrashmetalowy Anthrax zatytułował jeden ze swoich utworów na płycie For All Kings „Blood Eagle Wings”. W teledysku jest przedstawiony ten krwawy rytuał.
W grze Hellblade: Senua’s Sacrifice, Senua, młoda kobieta chora na schizofrenię, udaje się do Nilfheimu – mroźnego świata umarłych rządzonego przez boginię Hel, aby odzyskać duszę swojego ukochanego Dilliona, który został zamordowany przez wikingów w brutalnym obrzędzie znanym jako „krwawy orzeł”.